# ジョー・ギブソン
ジョー・ギブソンは、満田拓也の漫画作品『MAJOR』及びそれを原作とするアニメ『メジャー』に登場する架空の人物。
アニメでの声優は落合弘治。

## プロフィール
- ポジション：投手、監督
- 投打：左投左打
- 背番号
  - 49（東京シャイアンズ。アニメでは東京ウォリアーズ）
  - 35（サンフランシスコ・ガンズ。アニメではサンフランシスコ・ガーディアンズ）
  - 44（ニューヨーク・タイタンズ）
  - 18（W杯アメリカ代表）
  - 13（シカゴ・バイソンズ、2Aナッシュビル・ブルズ）

## 人物
来日直後
右足を高く上げる独特のフォームから豪速球を繰り出す超一流のサウスポー投手。初来日の記者会見では、日本のプロ野球をマイナーリーグ以下と見下し、周囲と打ち解けようともしなかった。自信家としての傲慢な発言が日本人に良くない心証を与えかねないとして無難な言葉に通訳した日下部に対して、高圧的な態度で厳しく説き伏せた。

日本での公式戦初登板、バント攻撃に苛立っていたギブソンの投球が茂治の頭部を直撃しギブソンは退場となる。来日の理由を金と明言していたが、「この国に野球はあってもベースボールはなかった」として急遽帰国を決意。
デッドボール事件以後
しかし、デッドボールの影響から試合翌日に茂治が死亡したことで、ギブソンの人生は大きく変容していった。贖罪の答えを見つけるまで帰国はできないという断固たる意志のもと、日本での契約を延長して計3年間プレーした。
このような経緯から日本滞在時代には、家族との良好な関係を築くことが疎かになり、妻は日本に慣れる事ができず、やがて離婚。帰国した妻・ローラと娘・メリッサは、交通事故により死亡してしまう。息子のメンタルケアを考え、帰国を決意する。
メジャー再起後
本田茂治を死球で死亡させてからは、苦悩を背負い続けながらも乗り越え、人間的に大きく成長する。40歳を超えても、メジャーの第一線で投手として現役を続け、円熟した人間性により、多くの尊敬を集める人物となる。吾郎から父親を奪ってしまった罪を背負い続け、本田茂治の代わりに吾郎に「夢と目標」を与え続けるため、メジャーの第一線で投げ続けることを心に決めている。
本田茂治や妻子の死亡で失意に暮れていた帰国直後は絶不調に陥り、幼いファンにすら当りちらす時期もあったが、新人の心理療法士であるビリー・オリバーに「ファンに夢や希望を与えるのがプロスポーツ選手」と一喝され、野球人としての本来の自分を取り戻すことが出来た。
息子とのコミュニケーションにおいて優れない面もあり、一人息子のギブソンJr.は父を恨むようになるが、渡米して3A入りした吾郎との対戦を通して、父の存念と茂治のプレーを理解し、和解した。
以降も野球に人生を捧げる生き方や、時に周囲や我が身を顧みずにまい進する様、自他共に甘えを許さないスタイルが常に一貫しているため、息子への対応は変わらず厳しい。普段はギブソンJr.や吾郎に優しい言葉をかけることはないが、陰ひなたに彼らを見守り、次代のメジャーリーグを担う存在として期待している。
その他
原作者の満田拓也は「自分の漫画が実写化される場合、誰に主人公を演じてもらいたいですか？」という質問に答える際、「かっこいいヒュー・ジャックマンにギブソン父をお願いします」と答えている。

## プレイスタイル
野球にすべてを捧げ、野球への情熱と不屈の精神力をもって野球に献身していく男である。ファンに夢を与えること、チームに貢献することに誠実で妥協をしない。厳格なたたずまいや他者への仮借ない一喝は貫禄に溢れる。W杯の対ベネズエラ戦では締まらない選手や監督を強く説き伏せる威厳を発揮した。勝利への執念が非常に強いが、決勝戦の最中には、たとえ敗れることになってもそれは問題ではなく、ボールパークには最高の夢がつまっていることを全身全霊でファンに伝えることが使命だと語っている。また、リーグ優勝決定戦で息子Jr.のチーム相手と戦った際には右手への死球で出塁し、果敢な走塁を見せた。三塁に進塁した時にサードを守るJr.に対し、ワールドシリーズ出場には名選手と言われる自分でも4回出場・2回世界一しかできないほど難しく、ワールドシリーズに出るには技術ではなく勝ちたいという気持ちが必要であることを教えた。
監督に就任してからは、データを重視した冷静で手堅い采配をしている。
球種
晩年は技巧派になったとも言われているが、現役復帰後は力強い速球も復活する。
変化球はスプリットフィンガードファストボール、スライダー、チェンジアップ、ツーシーム、カーブ（作中で判明した範囲だと、ムービングファーストボールやカット・ファスト・ボールも投げる）。
ストレートは、日本での公式戦初登板で、初球にいきなり日本球史に残る159km（当時の日本記録最速を超えた）を投げて、夢はノーラン・ライアンの101mphと語った。これは後に達成されたようで、引退後の現役復帰への挑戦のときには自己最速の101マイル超えを夢として戦っている。

## 成績・記録
- 日米通算、360勝以上（NPB62勝、MLB300勝）
- 完全試合、1回
- ノーヒットノーラン、3回

## 年齢
ギブソンは作中の新聞記事で初登場した年に27歳（2巻）、W杯では今年41歳（65巻）とされている。このW杯は初登場した年から14年後の年にあたるため、確かに今年41歳である。主人公・茂野吾郎との年齢差は21歳、ギブソンJr.との年齢差は20歳となる。そのため、W杯から4ヶ月後の現役復帰の時期に今年42歳とされていること（69巻）、吾郎の渡米前に41歳とされていること（47巻）は計算が合わない（『MAJOR』は作品世界における設定の矛盾やミスなどが複数見られるが訂正されないまま残る）。Jr.との親子対決では41歳と言われ、正しい数字に戻っている（71巻）。生年については、日本で三年目（30歳）に妻と娘がアメリカで死亡したこと、この命日が1997年12月15日であることから1967年生まれと算出できる。

## 来歴
幼稚園編（アニメでは保育園編）
前年20勝をあげているメジャーの速球投手だったが、テキサスレイダースから東京シャイアンズ（アニメでは東京ウォリアーズ）に700万ドルを積まれて移籍した。メジャーリーグと違う日本野球を鼻であしらい、周囲と打ち解けようとしなかった。しかし、渾身の一球である160km/hの球を茂治に本塁打にされ、茂治を唯一のライバルとして認めたが、次の打席で頭部への死球を投げ、死亡させてしまう。
来日当初の傲慢な性格も茂治の死で一変、贖罪として吾郎の成長を見守る決意をする。シャイアンズ（ウォリアーズ）との契約を延長して計3年間プレー。妻は日本での生活に馴染めず、長女を連れて帰国するも交通事故で死亡。アメリカに戻り、メジャーのサンフランシスコ・ガンズ（アニメではサンフランシスコ・ガーディアンズ）へ移籍。
帰国する直前に、茂治の墓の前で桃子と出会う。このとき桃子から、改めて慰謝料の受取を固辞されるものの、唯一の願いとして、本塁打を放った茂治の偉大さを証明できるような大投手として、吾郎が成長するまで現役を続けることを望まれる。
リトルリーグ編
通称バレット（弾丸）ジョー。ガンズ在籍時に吾郎をメジャーのオールスターゲームに招待し、全打者9人をすべて直球で三振に打ち取り、自分から本塁打を放った茂治の偉大さを吾郎に証明した。試合後、茂治への死球について吾郎に問われたギブソンは打席へ入り、吾郎に対して自分の頭部へ投球させようとするなど罪悪感をさらけ出す。この時、いつか吾郎と勝負することを約束したことが、現役を続ける大きな糧となる。
聖秀学院高校編
現役生活を20年近く過ごし、40歳を超えて通算300勝を達成した（正しくは39歳）。試合後のインタビューで、自分のモチベーションの源である日本の野球少年（吾郎）に感謝の意を表明した。そのニュースを見た吾郎が、発言の真意を日下部（元 通訳）を通して問い合わせたところ、直筆のファックスで回答する。ギブソンは、いつの日かメジャーで吾郎と戦うことを夢見ていたが、日本でドラフト指名を約束されていた吾郎が、高卒後すぐにメジャーに挑戦をすることはリスクが高いとして、望んでいなかった。しかし、この回答が吾郎のメジャー挑戦を決意させるきっかけとなった。
マイナーリーグ編
「ミスターメジャーリーグ」として、メジャーの先発投手を続ける傍ら、渡米してマイナーリーグ入りした吾郎のプレーを見守っていた。吾郎が所属するバッツと、ギブソンJr.が所属するファルコンズとの3Aプレーオフ最終戦を観戦する。このときギブソンJr.に対して左打ちへの助言を行ったことが、父や過去への憎しみが壁となっていたギブソンJr.の成長を促すきっかけとなる。
W杯編
40歳を超えてなお現役で先発投手を続けていたが、狭心症を発症。手術をしなければ命にかかわると宣告されるも、手術すると引退を余儀なくされるため周囲には薬を飲んでごまかしており、吾郎との約束を果たすべくW杯日本戦での登板を心待ちにしていた。日本が決勝進出を決めた後、病気をおして準決勝・ベネズエラ戦でやる気のないプレーをしていたアメリカ代表に活を入れ、その後リリーフ登板し好投、アメリカの危機を救ったが、試合翌日の練習中に倒れてしまう。病院で吾郎と再会し、桃子との約束を果たせないまま力尽きた無念の結果を涙ながらに詫びた。
決勝の日本戦を病室のテレビから見守っていたギブソンは、日本代表に攻め込まれ負けそうなアメリカ代表を見て、病院を抜け出しギブソンJr.やアレックスらアメリカ代表を一喝。野球人としてのあるべき姿を語った。当初は投げるつもりはなかったが、延長10回のピンチでいても立ってもいられなくなり監督に直訴、死と向かい合わせの状態でマウンドに登る。同点の状態が続き、結果的には吾郎との投げ合いが実現した。三振の山を築いたかつての剛速球は見られないものの、ギブソンのピッチングはスピードガンの数字は速くないのに打てそうな雰囲気がしないと日本勢に言わしめた。延長16回の守備で寿也との対戦で折れたバットが胸を直撃し倒れるが不断の精神で立ち上がり、心配する監督らに有無を言わせない気迫を見せつけて続投。イニング終了後に倒れて病院に運ばれたが、緊急手術で一命を取りとめた。
メジャーリーグ編
W杯後、事実上の引退扱いであったが、心臓のカテーテル手術を受けて回復していた。先のW杯決勝戦で悲劇の敗戦投手となった吾郎を案じて、開幕戦の登板をTVで見守っていたが、8回に急に崩れた吾郎を見てイップスの疑いがあると見抜いた。その後も不調が続く吾郎を見て、ホーネッツの首脳陣に吾郎をスポーツ心理学の専門家であるオリバーに預けて治療させるように進言した。
心臓手術後、現役復帰に向けてトレーニングを積む。復帰会見の翌日、シカゴ・バイソンズの先発投手として、吾郎とメジャーのマウンドで対決する。しかしトレーニングが不十分で、ホーネッツ打線に滅多打ちされ、投手の吾郎にも満塁弾を打たれ降板。次の試合でも、松尾（アニメ版では板尾）の本塁打を浴びノックアウト。直後に戦力外通告を受けて契約上の任意引退選手となった。
しかし、ファンを裏切ったまま他球団には移れないとして再起を表明。再びトレーニングを始め、1ヵ月後にはバイソンズの傘下、2Aナッシュビル・ブルズの試合に登板して150km/h台後半の直球を投げた。このとき、メジャー昇格後に不振を極めていた吾郎とギブソンJr.に自分の試合を見せるようにオリバーに頼み、自身の信念と共に二人へのメッセージを送って、彼らのスランプ脱出のきっかけを作る。シーズン終盤には再びメジャーに昇格し、全盛期と同じ100mph（160km/h）でJr.を三振に切ってとる。
その後の対戦でもJr.を抑え続けていた。その後、ピンチで迎えたJr.との対決では右手の痛みを忘れるほどの豪気で追い詰めるが、逆転3ランを打たれ優勝を逃している。
レイダース監督
現役を退いた後、レイダースの監督に就任。データを重視した手堅い采配でチームを勝利に導いている。監督就任1年目、Jr.と共にホーネッツとのワールドシリーズに臨んだ。最終戦、吾郎へのピッチャーライナー直撃のショックを引きずっていたJr.を励まし、レイダースは初回裏にJr.の3ランで先制。しかし眉村が同点満塁打を打たれて以降は苦戦する。打線が2点を取り返したものの、吾郎が投球練習を始めたことで焦ったギブソンは、データ戦術から逸れた采配をして失点を招いた。このミスをJr.に問われて意気消沈するが、Jr.の同点タイムリーに助けられる。その後登板した吾郎の責任感をギブソンは同じ野球人として讃える。同点のまま10回表、寿也に満塁弾を打たれ、レイダースとギブソンは勝利をあきらめた。粘っていたJr.が空振り三振に倒れて敗戦すると、ギブソンは頂点を掴んだ吾郎を祝福した。このワールドシリーズが作中でのギブソンの最後の登場となった（当年49歳）。